# Beate Ling
Beate Ling (* 1961 in Pforzheim) ist eine deutsche Sängerin, Liedermacherin und Interpretin christlicher Musik.

## Leben und Wirken
Schon im Teenageralter trat die Pastorentochter in Gottesdiensten als Sängerin auf und begann noch während der Schulzeit eine Gesangsausbildung an der Italienischen Belcanto-Schule. Nach dem Abitur mit Musikleistungskurs und Gesangsprüfung folgte ein Lehramtsstudium an der Pädagogischen Hochschule Schwäbisch Gmünd mit Schwerpunkt Gesang. Darüber hinaus studierte sie Musical, Kunstlied und Kammermusik mit besonderem Fokus auf die Gesetzmäßigkeiten der Phonetik. Nach ihrem Zweiten Staatsexamen erhielt sie 1987 ein Stipendium für eine zusätzliche Gesangsausbildung in Los Angeles, USA. Dort nahm sie am von Seth Riggs entwickelten Trainingsprogramm Speech Level Singing teil.
Nachdem Ling als Backing-Sängerin in diversen Bands mitgewirkt hatte, begann sie im Jahr 1989 ihre Solokonzerttätigkeit, zunächst unter dem Ehenamen Beate Ling-Zappel. 1991 erschien ihr Debütalbum Solo. Dieses und auch das darauffolgende Album Herztöne (1993) wurden von Hans-Werner Scharnowski arrangiert und produziert. Ihr drittes Album So weit, so gut, in dem sie den Unfalltod ihres Bruders und das Ende ihrer Ehe thematisiert, erschien 1997, ebenfalls produziert von Hans-Werner Scharnowski, gemeinsam mit Lothar Kosse und Paul Janz. Nach sechs Jahren Pause kam 2003 das Konzeptalbum Green auf den Markt – ein Tribut an Keith Green, dessen Lieder von Textern wie Manfred Siebald, Christoph Zehendner, Jürgen Werth und Andreas Malessa ins Deutsche übertragen wurden. 2006 erschien Momentaufnahmen, das neben zusammengestellten früheren Aufnahmen auch neue Titel bzw. Coverversionen enthält. Das Album Bis hierher – und viel weiter (2007) gibt teils humorvolle, teils tiefgründige Einblicke in die Mitte des Lebens. 2014 hielt sie ihre Lieblingslieder im gleichnamigen Album fest, produziert, arrangiert und musikalisch untermalt von Pianist Michael Schlierf. 2018 folgte, ebenfalls in Zusammenarbeit mit Michael Schlierf, Leben atmen und 2022 das Album Zeichen auf dem Weg.
Neben ihren mehr als 900 eigenen Konzerten tritt Ling immer wieder auch bei Konzerten und Bühnenprojekten (früher z. B. Jona, Helmut Jost Band, Felsenfest, Folgen und Beziehungen) christlicher Musikerkollegen wie Johannes Nitsch, Christian Löer, Helmut Jost und Christoph Zehendner auf und ist an vielen Studioproduktionen als Sängerin beteiligt.
Als Gesangscoach unterrichtete sie unter anderem die Sänger von Normal Generation? auf den   deutschen Vorentscheid zum Eurovision Song Contest 2002 hin, die den dritten Platz noch vor der Kelly Family erreichten. Im Auftrag der Stella Entertainment Group trainierte sie mehrere Jahre die Akteure der Musicals Miss Saigon und Cats. In den Jahren 2007 bis 2011 war sie Dozentin für Popgesang an der Evangelischen Hochschule für Kirchenmusik in Tübingen. Ihre langjährige Coaching-Erfahrung ließ sie in ihr Buch Gesangscoaching to go einfließen, das 2021 veröffentlicht wurde. Heute lebt sie als freiberufliche Sängerin und Gesangscoach in Stuttgart.
Seit einigen Jahren ist sie zusätzlich verstärkt als Referentin für Frauenfrühstückstreffen im deutschsprachigen Raum unterwegs und bereichert die Musiklandschaft auch mit fachlichen Vorträgen und Seminaren rund um Stimme und Persönlichkeit.

## Zitat
„Singen heißt: sich selbst geben, die ganze Persönlichkeit hineinlegen in ein Lied, ein Wort, einen bestimmten Ton. Nur wer so singt, löst etwas bei den Menschen aus, die zuhören!“

## Diskografie

### Alben
| Jahr | Titel                         | Label        | Anmerkungen                                                                                              |
| ---- | ----------------------------- | ------------ | --- |
| 1991 | Solo                          | Gerth Medien | Album beinhaltet Musiktitel „Männergesellschaft“ (erschienen 1990 bei Hänssler Music) in Zweitverwertung |
| 1993 | Herztöne                      | Gerth Medien | |
| 1997 | So weit, so gut               | Gerth Medien | |
| 2003 | Green                         | Gerth Medien | Konzeptalbum um Keith Green                                                                              |
| 2007 | Bis hierher – und viel weiter | Gerth Medien | |
| 2014 | LiebLINGslieder               | Gerth Medien | Akustisches Remake-Album                                                                                 |
| 2018 | Leben atmen                   | SCM Hänssler | |
| 2022 | Zeichen auf dem Weg           | SCM Hänssler | |

### EP
| Jahr | Titel       | Label        | Anmerkungen                                        |
| ---- | ----------- | ------------ | -------------------------------------------------- |
| 2012 | Inselzeiten | Gerth Medien | Kollaborationskonzept mit Pianist Michael Schlierf |

### Compilations
Folgende Auflistung beschränkt sich ausschließlich auf Kompilationsalben mit Beate Ling als ausdrücklichem Subjekt der Zusammenstellung.
| Jahr | Titel                                               | Label        | Anmerkungen |
| ---- | --------------------------------------------------- | ------------ | --- |
| 1999 | Best Of Beate Ling Lieder aus „Solo“ und „Herztöne“ | Gerth Medien | Zusammenstellung von Zweitverwertungstiteln hauptsächlich aus den genannten Studioalben sowie aus „So weit, so gut“ |
| 2006 | Momentaufnahmen 1990 bis heute                      | Gerth Medien | Zusammenstellung von Zweitverwertungstiteln aus den Jahren 1990–2003 sowie drei Titel in Erstveröffentlichung       |

### Mitwirkung bei Konzepten und Projekten
| Jahr | Titel                                            | Hauptinterpret bzw. Konzeptinitiator                                         | Label                     |                                                                                                  |
| ---- | ------------------------------------------------ | ---------------------------------------------------------------------------- | ------------------------- | ------------------------------------------------------------------------------------------------ |
| 1980 | Living Water                                     | Living Water                                                                 | Scene Records             |                                                                                                  |
| 1982 | Öffne mir die Augen                              | Living Water                                                                 | Scene Records             |                                                                                                  |
| 1986 | Die Erde                                         | Musik: Richard Geppert, Tobias Seyb, Klaus-Dieter Kienzle, Text: Birgit Kley | Boulevard                 |                                                                                                  |
| 1986 | Lichtblicke                                      | Klaus Heizmann                                                               | Resonanz Music-Production | Label bei Ersterscheinung noch Bezeichnung Verlag Hans-Rudolf Hintermann Schallplattenproduktion |
| 1987 | Farbe kommt in dein Leben                        | Klaus Heizmann                                                               | Hänssler Music            |                                                                                                  |
| 1987 | Überreich beschenkt                              | Klaus Heizmann                                                               | Resonanz Music-Production | Label bei Ersterscheinung noch Bezeichnung Verlag Hans-Rudolf Hintermann Schallplattenproduktion |
| 1988 | Von guten Mächten 2: Nachfolge                   | Siegfried Fietz                                                              | Abakus Musik              |                                                                                                  |
| 1989 | Ich werfe mein Lied hinauf an den Himmel         | Klaus Heizmann                                                               | Resonanz Music-Production |                                                                                                  |
| 1989 | Israel Schalom                                   | Klaus Heizmann                                                               | Hänssler Music            |                                                                                                  |
| 1990 | Singt mit uns 1                                  | Axel Schruhl                                                                 | Hänssler Music            |                                                                                                  |
| 1990 | Singt mit uns 2                                  | Axel Schruhl                                                                 | Hänssler Music            |                                                                                                  |
| 1991 | Ich werfe mein Lied hinauf an den Himmel 2       | Klaus Heizmann                                                               | Resonanz Music-Production |                                                                                                  |
| 1991 | Erleichtert                                      | Klaus Heizmann                                                               | Resonanz Music-Production |                                                                                                  |
| 1991 | Gott gibt Mut zum Leben                          | Klaus Heizmann                                                               | Gerth Medien              |                                                                                                  |
| 1992 | Gott hört dein Gebet                             | Klaus Heizmann                                                               | Gerth Medien              |                                                                                                  |
| 1993 | Die Reise nach Jerusalem                         | Hella Heizmann                                                               | Gerth Medien              |                                                                                                  |
| 1993 | Offenbare deine Herrlichkeit                     | Andreas Claus, Florian Sitzmann                                              | Hänssler Music            |                                                                                                  |
| 1993 | Ich werfe mein Lied hinauf an den Himmel 3       | Klaus Heizmann                                                               | Resonanz Music-Production |                                                                                                  |
| 1994 | Ehre sei Gott in der Höhe                        | Jochen Rieger                                                                | Gerth Medien              |                                                                                                  |
| 1994 | Felsenfest                                       | Johannes Nitsch                                                              | Felsenfest                |                                                                                                  |
| 1994 | Day By Day: White Gospel                         | Jochen Rieger                                                                | Gerth Medien              |                                                                                                  |
| 1995 | Singt von der Freude                             | Jochen Rieger                                                                | Gerth Medien              |                                                                                                  |
| 1996 | PS: Lebenslieder                                 | Hans-Werner Scharnowski                                                      | Felsenfest                |                                                                                                  |
| 1997 | Jahreslieder 1                                   | Hans-Werner Scharnowski                                                      | Felsenfest                |                                                                                                  |
| 1998 | Gottes Wort – wir stehen drauf                   | Klaus Heizmann                                                               | Gerth Medien              |                                                                                                  |
| 1999 | Folgen                                           | Johannes Nitsch                                                              | Felsenfest                |                                                                                                  |
| 1999 | Stille Nacht Traumhafte Weihnachtslieder         | Michael Gundlach                                                             | Migu Music                |                                                                                                  |
| 2000 | Schönster Herr Jesu                              | Helmut Jost                                                                  | Gerth Medien              |                                                                                                  |
| 2000 | Beziehungen                                      | Christoph Zehendner, Manfred Staiger                                         | Hänssler Music            |                                                                                                  |
| 2000 | Freundschaft                                     | Evangelischer Sängerbund, Jochen Rieger                                      | Gerth Medien              |                                                                                                  |
| 2002 | Segne mich                                       | Arne Kopfermann                                                              | Gerth Medien              |                                                                                                  |
| 2006 | Durch Gottes Gnade                               | David Plüss                                                                  | Abakus Musik              |                                                                                                  |
| 2006 | Der weiße Reiter                                 | Werner Hoffmann                                                              | Felsenfest                |                                                                                                  |
| 2006 | Musikalische Begegnungen mit Dietrich Bonhoeffer | Jochen Rieger                                                                | Gerth Medien              |                                                                                                  |
| 2014 | Der Weg im Garten des Lebens                     | Siegfried Fietz                                                              | Abakus Musik              |                                                                                                  |

## Veröffentlichungen

### Sachbücher
Gesangscoaching to go, SCM Hänssler, Holzgerlingen 2021, ISBN 978-3-7751-6099-5

### Aufsätze
Musik – Heilmittel für Körper und Seele. In: Probier’s mal mit Gelassenheit, hrsg. von E. Nieswiodek-Martin, Gerth Medien GmbH, Asslar 2020, ISBN 978-3-95734-597-4

## Weblink
- Internetpräsenz von Beate Ling